# World Combat Games 2023
De World Combat Games 2023 vonden plaats van 20 tot 30 oktober 2023 in Riyad, Saoedi-Arabië. Dit internationale sportevenement bracht meer dan 1.500 elite-atleten uit meer dan 120 landen samen, die deelnamen aan 16 verschillende vechtsporten en krijgskunsten.
Deelnemende sporten
- Aikido
- Armworstelen
- Boksen
- Schermen
- Judo
- Ju-jitsu
- Karate
- Kendo
- Kickboksen
- Muaythai
- Sambo
- Savate
- Sumo
- Taekwondo
- Worstelen
- Wushu

Het evenement werd gehouden in de King Saud University Arena en Sports Hall in het hart van Riyad.
Naast de wedstrijden vond tijdens deze editie ook de eerste World Martial Arts Gala plaats, waar legendes uit de vechtsporten werden geëerd.
De World Combat Games zijn opgericht om atleten en de waarden van vechtsporten en krijgskunsten te vieren en deze disciplines aan een internationaal publiek te presenteren. Het evenement streeft naar inclusie, gelijkheid en het bevorderen van gezondheid en welzijn door middel van inspirerende initiatieven die deelname aan vechtsporten aanmoedigen.